# Schauinsland-Reisen-Arena
Die Schauinsland-Reisen-Arena (Eigenschreibweise: schauinsland reisen arena), ehemals und im Sprachgebrauch auch Wedaustadion und MSV-Arena, ist ein Fußballstadion in der nordrhein-westfälischen Stadt Duisburg. Es wurde 1921 gebaut und war mit einem Fassungsvermögen von 40.000 Zuschauern nach dem Berliner Grunewaldstadion die zweite Großsportstätte in Deutschland. Zwischen 2003 und 2004 wurde das Stadion während des laufenden Spielbetriebs zu einem reinen Fußballstadion umgebaut. Es ist die Heimspielstätte des Fußballvereins MSV Duisburg und der Rhein Fire aus der European League of Football (ELF).

## Lage
Die Anlage liegt südlich des Duisburger Stadtzentrums im Stadtteil Neudorf und ist in den Sportpark Duisburg eingebettet, in dem sich auch die Regattabahn, das Schwimmstadion und die Eissporthalle befinden.

## „Altes“ Wedaustadion

### Die Anfänge

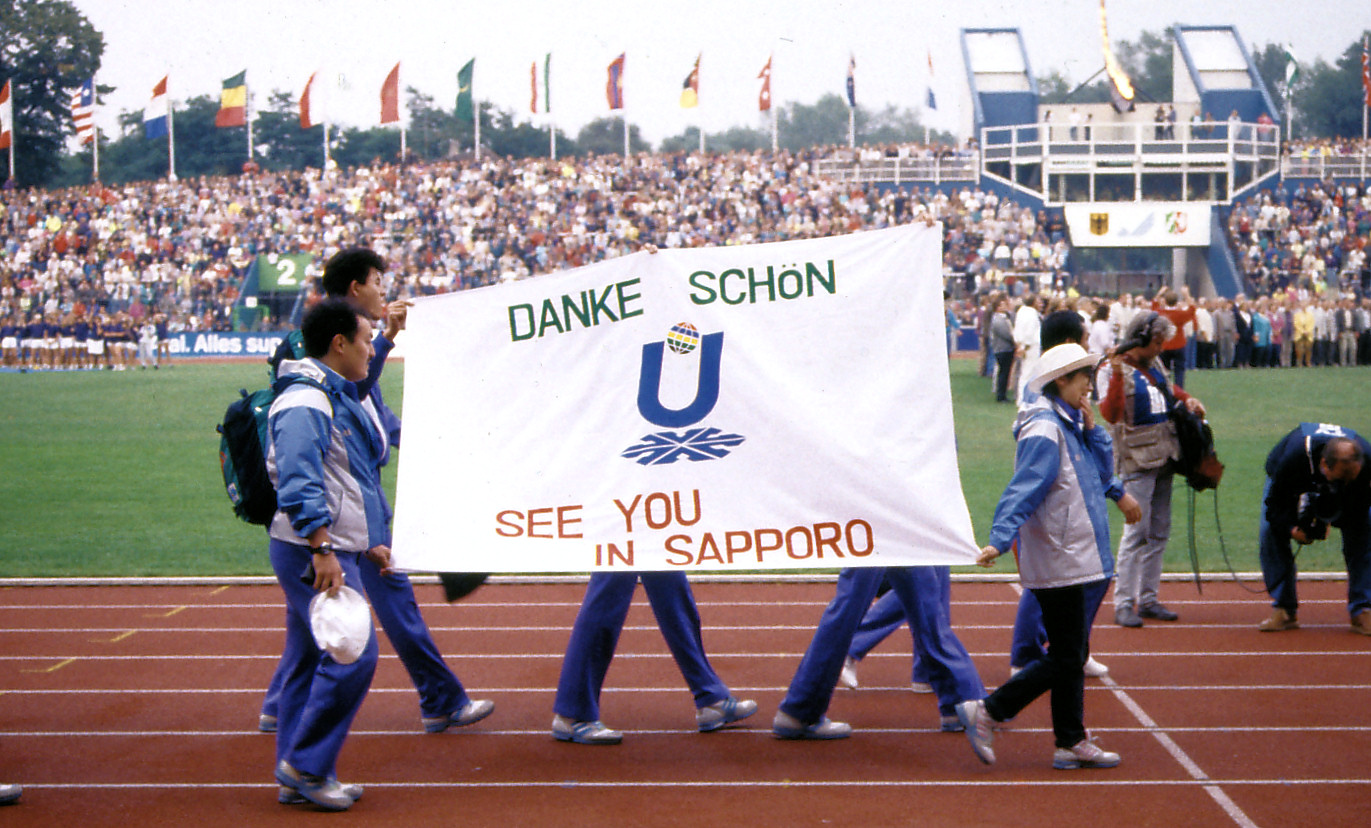
Das Wedaustadion während der Universiade 1989

1922 wurde das Stadion anlässlich der Deutschen Leichtathletik-Meisterschaften erstmals sportlich genutzt. Die offizielle Einweihung erfolgte erst im Jahr 1926 durch den damaligen Oberbürgermeister Karl Jarres. Die Vorreiterrolle der Kampfstätte währte nur kurz. Bereits bei der Einweihung hatte man in Elberfeld, Köln und Düsseldorf aufgeholt und es entstanden weitere attraktive Spielstätten im Westen Deutschlands.
Chronischer Geldmangel verhinderte den Bau einer Großtribüne. Es reichte lediglich für eine kurze 50 Meter breite Überdachung der Sitzplätze auf der Westseite. So war das Wedaustadion Austragungsort von lediglich zwei A-Länderspielen: Am 23. November 1924 spielte die deutsche Fußballnationalmannschaft, zu der damals Sepp Herberger gehörte, vor 40.000 Zuschauern zum ersten Mal auf deutschem Boden im Wedaustadion gegen ein italienisches Nationalteam. Obwohl das Stadion zu jener Zeit noch nicht vollständig fertiggestellt war, entschloss sich der DFB, das Länderspiel in Duisburg auszutragen. 1933 erfolgte ein Spiel der deutschen Fußballnationalmannschaft gegen Belgien.

### Länderspiele im Wedaustadion
- 23. Nov. 1924:  Deutsches Reich –  Königreich Italien 0:1
- 22. Okt. 1933:  Deutsches Reich –  Belgien 8:1

Das Stadion im Duisburger Stadtteil Neudorf war zunächst die Heimspielstätte des Duisburger SpVs, der von 1904 bis 1927 zehnmal die westdeutsche Meisterschaft errang, aber an der deutschen Meisterschaft immer wieder scheiterte.

### Spielstätte des MSV Duisburg
Noch bevor die Gründung der Fußball-Bundesliga beschlossen war, entschied sich der Rat der Stadt Duisburg Anfang der 1960er Jahre für eine Modernisierung des Wedaustadions.
Von 1962 bis 1964 entstand nach dem Entwurf und unter Leitung des Mülheimer Architekten Franz Kurowski (1928–1981) die seinerzeit modernste Großtribüne Westdeutschlands mit 6.500 überdachten Sitzplätzen und weiteren 3.428 Plätzen auf der Vortribüne. Gleichzeitig ließ der damalige Diplom-Ingenieur Julius Dedy eine neue Flutlichtanlage errichten.
Als deutlich wurde, dass der MSV Duisburg (der damals noch Meidericher SV hieß) zur Gruppe der Bundesliga-Gründungsmitglieder gehören sollte, stellte die Stadt klar, dass dieser Verein aus dem Stadtteil im Norden auf dem ersten Fußballplatz Duisburgs seine Heimspiele auszutragen hätte.

### Planungen ab den 1970er Jahren
Die in den 1970er Jahren geplante vollständige Überdachung des Stadions wurde nie ausgeführt.
Im Jahre 1973 fanden im Wedaustadion die Europameisterschaften der Leichtathletik-Junioren statt. Für diese Veranstaltung erhielt das Stadion eine Kunststoffbahn, die 1989 anlässlich der Universiade gegen eine neue ausgetauscht wurde.
Die Universiade war auch Anlass für die bisher umfangreichsten Renovierungs- und Ausbauarbeiten im und um das Stadion. Neben der Laufbahn wurden eine neue Vortribüne, eine elektronische Anzeigetafel und ein Farbleitsystem errichtet, das den Zuschauern ermöglichte, problemlos ihre Plätze zu finden. Kurze Zeit vorher waren bereits die Stehplatzränge erneuert worden.
In seinem letzten Ausbauzustand hatte das Stadion eine Kapazität von 30.112 Zuschauern, davon etwa 10.000 Sitzplätze auf der Haupt- und Vortribüne. Doch auch durch diese Maßnahmen blieb das Stadion eine unterdurchschnittliche Spielstätte, die nicht mehr dem Standard entsprach.

## MSV-Arena

### Umbau während des Spielbetriebs
Das Stadion wurde von 2003 bis 2004 während des laufenden Spielbetriebs zu einem reinen Fußballstadion, der MSV-Arena, um- bzw. neugebaut. Eine besondere Rolle spielte dabei der Bauunternehmer Walter Hellmich, der 2002 die Präsidentschaft des MSV Duisburg übernahm. Der Neubau begann im Juli 2003 mit dem Abriss der Nordkurve und der Ostgeraden. Im Rahmen des Spiels MSV Duisburg gegen Rot-Weiß Oberhausen (1:1) fand am 17. Oktober 2003 die Grundsteinlegung statt.
Die an der Stelle der Nordkurve und Ostgeraden errichtete Nord-Tribüne und Ost-Tribüne wurden am 18. April 2004 beim Spiel des MSV Duisburg gegen Wacker Burghausen (1:0) eröffnet. Am 12. September 2004 folgte mit dem Spiel MSV Duisburg gegen Rot-Weiss Essen (1:0) die Eröffnung der Süd-Tribüne.
Die neue Haupttribüne war am 8. November 2004 beim Spiel MSV Duisburg gegen Alemannia Aachen (1:0) erstmals für Zuschauer geöffnet. Zu Beginn der Saison 2005/06 wurde die Kapazität noch einmal geringfügig durch Zusatzplätze im Oberrang erweitert.

### Daten und Fakten
Das Stadion verfügt über zwei 41 m² große Anzeigetafeln, die jeweils am Dach über der Nordkurve und Südtribüne angebracht sind. Die Arena ist 205 Meter lang, 165 Meter breit und 35 Meter hoch (Pylone); die Dachhöhe beträgt 26 Meter. Sie verfügt über eine Gesamtkapazität von 31.418 Zuschauerplätzen.
Neben den 29.121 Tribünenplätzen (22.082 Sitz- und 7.039 Stehplätze) stehen 1.537 Business-Sitzplätze, 252 Incentive-Logen-Seats, 46 Plätze für Rollstuhlnutzer, 41 Logen mit insgesamt 420 Sitzplätzen und 124 Plätze auf der Pressetribüne zur Verfügung. Bei der Erstligapartie des MSV Duisburg gegen Borussia Dortmund am 28. August 2005 war das Stadion erstmals mit 31.500 Zuschauern ausverkauft.
2014 übernahm die Stadt Duisburg die Mehrheit der Anteile an der Stadionprojektgesellschaft, die die Jahresmiete des MSV Duisburg von fünf Millionen Euro auf 1,5 Millionen Euro in der 2. Bundesliga und 900.000 Euro in der 3. Liga senkte. Später erfolgten weitere Mietkürzungen auf 600.000 Euro und 50.000 Euro (ab der Saison 2019/20). Im Rahmen eines Schuldenschnittes wurden der Stadionprojektgesellschaft drei Viertel des ausstehenden Baukredites in Höhe von 17,6 Millionen Euro erlassen.

### Tribünen

#### Nordkurve Duisburg

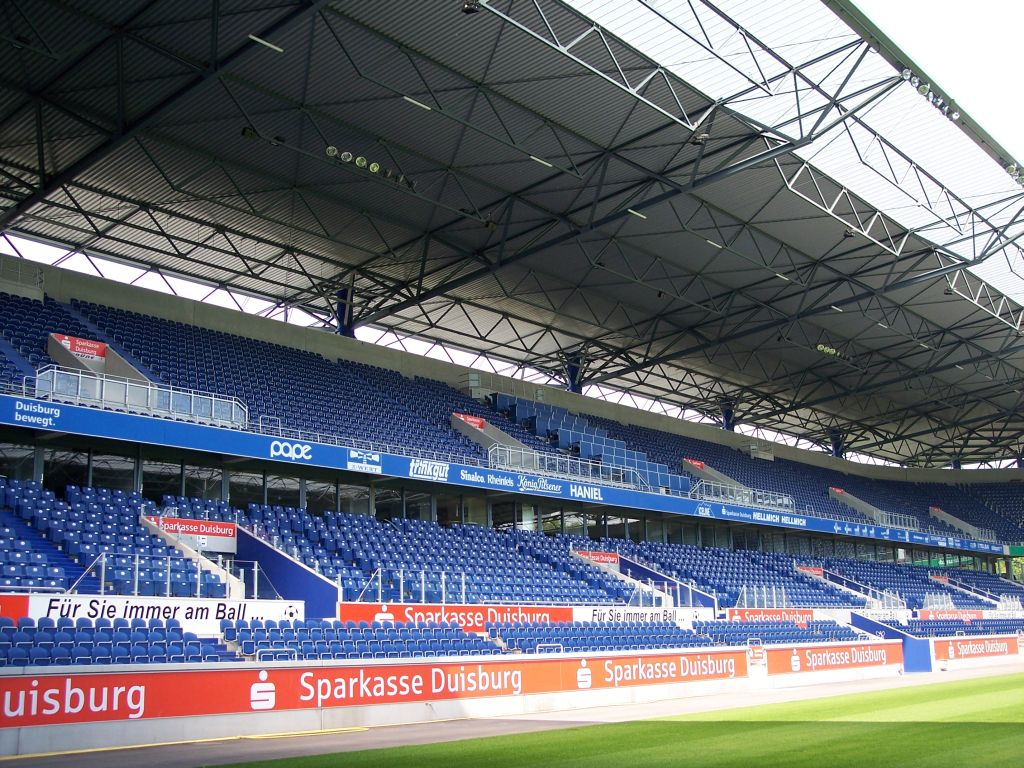
Haupttribüne

Die Nordkurve besitzt einen Ober- und einen Unterrang. Der Oberrang ist bestuhlt, wobei der Unterrang der Stehplatzbereich für die Fans des MSV Duisburg ist. Bei internationalen Spielen kann der Stehplatzbereich auch bestuhlt werden, sodass die Anforderungen der FIFA erfüllt werden. Schon im Wedaustadion war die Nordkurve das Zentrum der MSV-Fans. Die aktiven Fans des MSV Duisburg positionieren sich genau hinter dem Tor am Trennzaun zwischen den Blöcken H und I. Der Stehplatzbereich der Nordkurve ist bei fast allen Spielen ausverkauft. Etwa 5000 Zuschauer finden dort Platz. Die Tribüne befindet sich sehr nah am Spielfeld und da das komplette Stadion überdacht ist, ist die Akustik sehr gut. Die Tribüne hat offiziell den Namen König Pilsener Fankurve, wird aber von den Fans „Nordkurve“ genannt, da an gleicher Stelle im Wedaustadion eine Kurve war. Der Stehplatzbereich hat vier große Ausgänge und die Treppenaufgänge sind blau markiert. In der Tribüne sind Imbissstände und Getränkestände jeweils in Ober- und Unterrang integriert. Auch ein kleiner „Zebrashop“ ist in die Tribüne integriert. Auf dem Fahnenvorplatz der Tribüne, der seit 2017 Michael-Tönnies-Platz heißt, befindet sich ein großer „MSV“-Schriftzug in Form einer Hecke.

#### Südtribüne

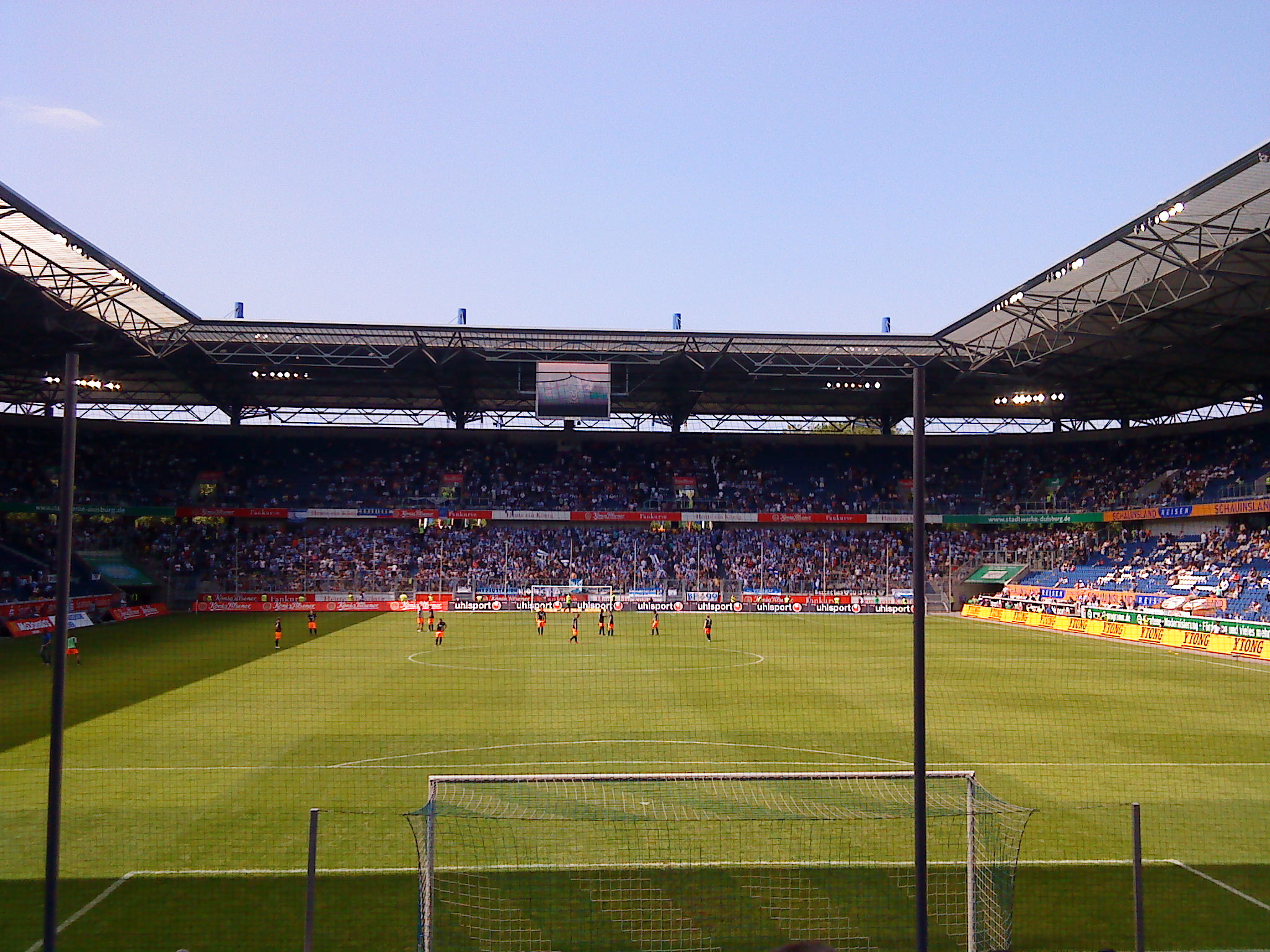
Blick auf die Nordkurve von der Südtribüne aus

Die Südtribüne besitzt einen Ober- und einen Unterrang, wobei der Oberrang komplett und der Unterrang teilweise bestuhlt ist. Der Gästeblock befindet sich im Unterrang der Süd-Ost-Ecke der Südtribüne. Es ist ein Stehplatzbereich, der ungefähr 1200 Fans der Gastmannschaft Platz bietet. Insgesamt bietet die Südtribüne 5.400 Zuschauern Platz. Eine Besonderheit der Südtribüne war, dass auf Höhe des Tores auf dem Oberrang die Bestuhlung zu einer Schweizer Flagge umgestaltet wurde. Walter Hellmich wollte damit Freunde aus der Schweiz würdigen. Im Oktober 2014 wurden die Stühle mit blauer Folie überklebt, sodass alle Stühle nun wieder einheitlich sind.

#### Gegentribüne
Die Gegentribüne besitzt einen Ober- und einen Unterrang. Die Bestuhlung ist so aufgestellt, dass in Großbuchstaben auf dem Oberrang „MSV“ und auf dem Unterrang „DUISBURG“ steht. Das Besondere an der Gegentribüne ist, dass sich eine integrierte Lounge dort befindet. Auf Höhe der Mittellinie befinden sich die Stadiontechnik und das Kontrollzentrum der Polizei- und Sicherheitskräfte. Von dort aus kann man jeden Winkel der Tribünen mittels Videoüberwachung einsehen. Rollstuhlfahrer können auf der Gegentribüne sehr nah am Spielfeld in einem eigenen Bereich mit einer Begleitperson Spiele des MSV Duisburg verfolgen. Rollstuhlfahrer können das komplette Spielfeld sehr gut einsehen und können teilweise sogar hören, was auf dem Platz gesprochen wird. Für Sehbehinderte gibt es im Unterrang 16 Blindensitzplätze mit Spielkommentar.

### Veranstaltungen
Die MSV-Arena ist als Fußballstadion konzipiert und dient in erster Linie für die Austragung der Heimspiele des MSV Duisburg. Auch andere sportliche Großveranstaltungen sowie Konzerte sind möglich – allerdings gibt es im Gegensatz zum Wedaustadion keine Laufbahn mehr.
Am 14. Juli 2005 fand in der MSV-Arena die Eröffnungsfeier der World Games statt.
Die italienische Nationalmannschaft bezog während der Fußball-Weltmeisterschaft 2006 Quartier in Duisburg-Huckingen. Am 9. Juni 2006 fand in der MSV-Arena das vom Fußballweltverband FIFA vorgeschriebene öffentliche Training statt. Vor 24.000 Zuschauern absolvierte die Mannschaft ein Trainingsspiel gegen die A-Jugend des MSV Duisburg, welches sie mit 5:1 gewann. Weiterhin trainierte die italienische Nationalmannschaft auf dem Vereinsgelände des MSV Duisburg an der Westender Straße im Stadtteil Meiderich.
Die Arena selbst wurde während der WM zur „Casa Azzurri“ umgestaltet, in der sich Sponsoren der italienischen Fußballnationalmannschaft präsentieren und das italienische Pressezentrum eingerichtet wurde.
Am 29. August 2006 wurde das Eröffnungsspiel der Fußball-Weltmeisterschaft 2006 der Menschen mit Behinderung in der MSV-Arena ausgetragen. Gastgeber Deutschland trat gegen die Nationalmannschaft aus Japan an. Vor rund 22.000 Zuschauern endete das Spiel mit einem souveränen Sieg der deutschen Nationalmannschaft (3:0).
Die deutsche Fußballnationalmannschaft trug am 28. März 2007 in der MSV-Arena ein Freundschaftsspiel gegen Dänemark aus. Das Spiel endete mit einer 0:1-Niederlage und war das erste Länderspiel der deutschen Nationalmannschaft seit über 70 Jahren, das in Duisburg ausgetragen wurde.
Trotz des Wegfalls der Leichtathletikanlage beim Umbau des Wedaustadions zur MSV-Arena befindet sich der Zieleinlauf des Rhein-Ruhr-Marathons weiterhin in der MSV-Arena.

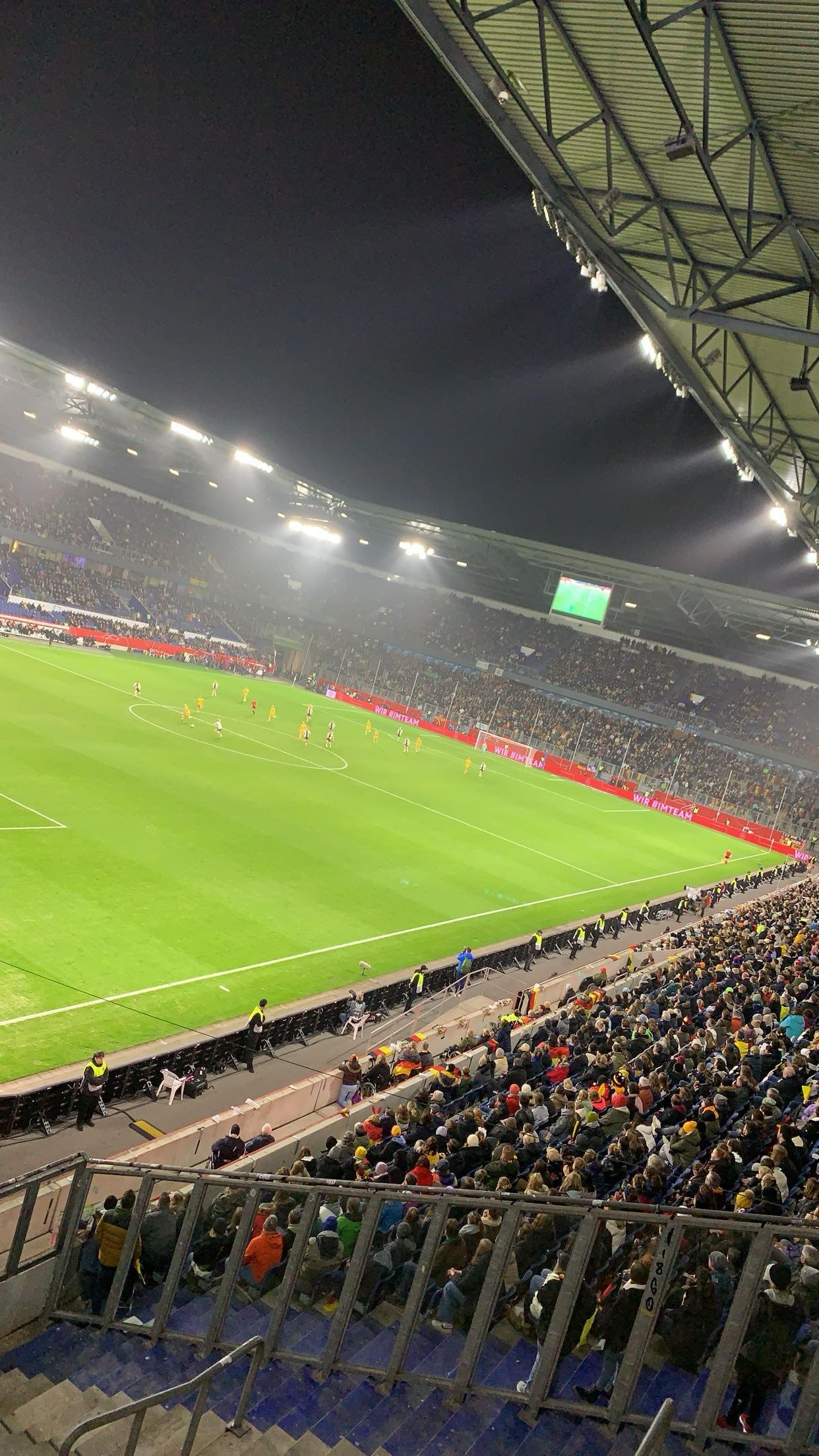
Die MSV Arena während eines Länderspiels der deutschen Fußball-Frauennationalmannschaft gegen Schweden.

Am 22. Mai 2009 fand in der MSV-Arena das Final-Rückspiel im UEFA Women’s Cup zwischen dem FCR 2001 Duisburg und dem russischen Verein Swesda 2005 Perm statt. Bei diesem Spiel wurde mit offiziell 28.112 Zuschauern ein neuer Rekord für Frauen-Vereinsmannschaften auf europäischer Ebene aufgestellt. Das Spiel endete 1:1; durch den 6:0-Erfolg im Hinspiel eine Woche zuvor errang der FCR hier seinen ersten internationalen Titel.
Die deutsche Fußballnationalmannschaft der Frauen hat am 17. Februar 2010 ein Freundschaftsspiel in der MSV-Arena ausgetragen. Gegnerinnen waren die Nationalspielerinnen von Nordkorea. Deutschland setzte sich hier mit 3:0 durch.
Zudem wurde der Trauergottesdienst in der Duisburger Salvatorkirche für die Opfer der Loveparade-Tragödie am 31. Juli 2010 auf Großbildleinwänden im Stadion übertragen. Am 24. Juli 2011, dem ersten Jahrestag des Unglücks, fand im Stadion eine Trauerfeier statt.
Am 28. Mai 2013 fand das Länderspiel der türkischen Fußballnationalmannschaft gegen Lettland (3:3) in der MSV-Arena statt.
Das Duisburger Stadion war im August 2020 einer von vier Austragungsorten des, aufgrund der COVID-19-Pandemie, veranstalteten Finalturniers der UEFA Europa League 2019/20, hier wurden das Achtelfinalspiel zwischen dem FC Sevilla und der AS Rom (2:0) sowie das Viertelfinalspiel zwischen den Wolverhampton Wanderers und dem FC Sevilla (0:1) ausgetragen.
Seit 2021 ist im Stadion der Zielort des Ironman 70.3 Duisburg.
Die Eröffnungsfeier der FISU World University Games 2025 fand am 16. Juli 2025 in diesem Stadion statt. Unter dem Namen RhineRuhr2025 finden die Spiele vom 16. bis zum 27. Juli 2025 in sechs deutschen Städten, u. a. Duisburg, Essen und Berlin, statt.

### American Football
Seit der Saison 2022 der European League of Football ist die Arena die Heimspielstätte des American-Football-Teams der Rhein Fire aus Düsseldorf. Zudem war die Arena Schauplatz des Finales der dritten ELF-Saison, dem ELF Championship Game 2023, bei dem sich Rhein Fire im heimischen Stadion gegen Stuttgart Surge durchsetzen konnte.

### Namenssponsoring
Zu Beginn der Bundesligasaison 2007/08 wollte das Energieversorgungsunternehmen RWE Namenssponsor der Duisburger Fußballarena werden, zog aber nach Protesten der Duisburger Fanszene aufgrund der Namensgleichheit mit dem Lokalrivalen Rot-Weiss Essen das Vorhaben zurück.
Im Juli 2010 wurde der Reiseveranstalter Schauinsland-Reisen Namensgeber der Heimat des MSV. Der Vertrag lief bis zum 30. Juni 2021. Anschließend wurde der Vertrag erneut verlängert, ohne eine Laufzeit zu nennen. Im April 2023 kündigte Schauland-Reisen an, den MSV mit dem Ende der Saison 2023/24 nicht mehr als Sponsor zu unterstützen. Nach dem Abstieg des MSV in die Regionalliga West wurde der Vertrag in der Sommerpause letztendlich doch für die Saison 2024/25 verlängert. Zur Saison 2025/26 kehrte der MSV in die 3. Liga zurück, womit der Vertrag bis zum 30. Juni 2028 verlängert wurde.
Trotz der Umbenennung wird das Stadion im Sprachgebrauch oft MSV-Arena oder Wedaustadion genannt.

### Sicherheitsprobleme mit der Dachkonstruktion
Das Bauamt der Stadt Duisburg hatte Mitte Januar 2019 den Innenraum der Arena aus Sicherheitsgründen gesperrt. Mitte August 2019 musste nach einem Sturm und erneut aufgetretenen Schäden an der Lichtstegplatten-Konstruktion im Tribünendach das Stadion gesperrt werden und das Heimspiel gegen den SV Meppen abgesagt werden.

### Spielstätte des KFC Uerdingen 05
Da das Grotenburg-Stadion in Krefeld die Anforderungen der 3. Liga nicht erfüllte, trug der KFC Uerdingen 05 nach dem Aufstieg in die 3. Liga seine Heimspiele der Saison 2018/19 im Duisburger Stadion aus. Zur Saison 2019/20 wechselte der KFC nach Düsseldorf in die Merkur Spiel-Arena. Ein Grund für den Umzug war der schlechte Zuschauerzuspruch. Statt der erhofften 7.000 Zuschauer pro Partie kamen nur rund 4.000 Fans in die Heimat der Zebras.